# Nadeschda Wladislawowna Guskowa
Nadeschda Wladislawowna Guskowa (russisch Надежда Владиславовна Гуськова.; englische Schreibweise Nadejda Guskova; * 10. Januar 1992) ist eine ehemalige russische Tennisspielerin.

## Karriere
Zyryanova spielte vor allem bei Turnieren der ITF Women’s World Tennis Tour, wo sie zwei Titel im Einzel und vier im Doppel gewinnen konnte.

## Turniersiege

### Einzel
| Nr. | Datum             | Turnier          | Kategorie   | Belag     | Finalgegnerin           | Ergebnis  |
| --- | ----------------- | ---------------- | ----------- | --------- | ----------------------- | --------- |
| 1.  | 22. August 2010   | Sankt Petersburg | ITF $10.000 | Sand      | Anna Arina Marenko      | 6:2, 7:65 |
| 2.  | 12. Dezember 2010 | Havanna          | ITF $10.000 | Hartplatz | Misleydis Diaz-Gonzalez | 6:1, 6:2  |

### Doppel
| Nr. | Datum              | Turnier | Kategorie   | Belag | Partnerin          | Finalgegnerinnen                   | Ergebnis  |
| --- | ------------------ | ------- | ----------- | ----- | ------------------ | ---------------------------------- | --------- |
| 1.  | 5. Juli 2008       | Cremona | ITF $10.000 | Sand  | Elena Kulikova     | Benedetta Davato Lisa Sabino       | 6:4, 6:1  |
| 2.  | 7. August 2010     | Moskau  | ITF $25.000 | Sand  | Walerija Solowjowa | Teodora Mirčić Marija Mirkovic     | 7:65, 6:3 |
| 3.  | 12. September 2010 | Denain  | ITF $25.000 | Sand  | Maryna Zanevska    | Evelyn Mayr Julia Mayr             | 6:2, 6:0  |
| 4.  | 22. Mai 2011       | Moskau  | ITF $25.000 | Sand  | Walerija Solowjowa | Justyna Jegiołka Weronika Kapschaj | 6:3, 7:62 |